# يحيى راشد (سياسي)
يحيى راشد ( مواليد 1956 -) هو وزير السياحة المصري خلال (23 مارس 2016 حتي 14 يناير 2018 ).

## حياته
تخرج في كلية السياحة والفنادق بجامعة حلوان، عمل في بداية مشواره المهنى في مدير مالي لفندق ماريوت القاهرة، وشغل منصب مدير فنادق ماريوت الشانزليزيه بفرنسا لمدة 23 عاما تقريبا، ثم انتقل للعاصمة البلجيكية «بروكسل» لإدارة فندق «الماريوت» لمدة 3 سنوات تقريبا، إختيار «يحيى» للعمل في مجموعة «الخرافى» لشغل منصب المدير التنفيذى لقطاع الفنادق بالمجموعة سنة 2009 إلى سنة 2016.

## تكريمه
كرم هشام زعزوع، وزير السياحة السابق، يحيى راشد نيابة عن رجل الأعمال الراحل ناصر الخرافى في يوم السياحة العالمى عام 2015، وتعد مجموعة شركات ناصر الخرافى من أكبر الشركات في العالم العربى.